# Ostiachi
Gli Ostiachi (o Chanty, Chande, Kantek) sono un gruppo etnico indigeno che vive nel Circondario autonomo dei Chanty-Mansi, una regione storicamente conosciuta con il nome di Jugra, in Russia, insieme al popolo dei Mansi.
In questo circondario autonomo, la lingua ostiaca e la lingua mansi sono riconosciute ufficialmente insieme al russo. Nel 2002, il censimento ufficiale russo registrò 28 678 ostiachi (auto-identificatisi come appartenenti a tale gruppo etnico). Di questi, 26 694 erano residenti nell'oblast' di Tjumen' (17 128 nell'Circondario autonomo dei Chanty-Mansi, 8 760 nella Jamalia, 873 nell'oblast' di Tomsk, 88 nella Repubblica dei Comi.

## Storia
Gli ostiachi sono apparsi nei resoconti di viaggio russi con il nome di Jugra per la prima volta nell'XI secolo, quando ebbero il primo contatto con i cacciatori e mercanti russi. Il nome proviene dal termine jögra (Chanty) della lingua komi. Forse il re inglese Alfredo il Grande nel X secolo ebbe un contatto con gli Ostiachi prima dei russi.
Nell'XI secolo, il termine Jugra si applicò a numerose tribù della regione, ognuna delle quali aveva una propria autonomia ed un proprio capo. Ogni tribù aveva due ceppi familiari diversi, denominati mon't' e por, di cui tutti i membri erano tra loro consanguinei. Questa struttura fu poi sostituita dall'istituzione di veri e propri clan, con a capo un leader che contrattava con i russi.
Parteciparono anche alle campagne russe e fu loro permesso di collezionare yasaq (tributi) da due volost (distretti) Chanty. Quando poi il loro apporto non fu più necessario, la Russia eliminò questi privilegi.
Tra il XVII e il XIX secolo, vi furono vari tentativi di introdurre il Cristianesimo ma lo stile di vita degli ostiachi non subì reali cambiamenti. Solo nella seconda metà del XIX secolo cominciarono ad accettare le leggi governative. Durante il periodo sovietico gli Ostiachi furono uno dei pochi popoli indigeni della Siberia a cui fu concesso una propria autonomia tramite l'istituzione di un okrug (circondario autonomo). Negli anni trenta i sovietici cominciarono quindi le collettivizzazioni delle terre. In questo contesto furono eliminati i kulak (capitribù) e gli sciamani dei villaggi. Quando poi i bambini furono costretti a frequentare le scuole di stato russe, ci fu una rivolta generale chiamata la ribellione di Kazym (piccola cittadina del circondario autonomo dei Chanty-Mansi).
Dopo la fine dell'era staliniana, il processo di collettivizzazione subì una frenata. L'autonomia ha giocato un ruolo prevalente per la conservazione della cultura e del linguaggio ostiaco.
A livello antropologico, gli Ostiachi sono un'etnia di lingua ugrofinnica. Per quel che riguarda le caratteristiche fisiche vi sono elementi che rispecchiano tratti mongoli (soprattutto nella regione di Berjozovo). Sono di solito bassi di statura (l'altezza media per gli uomini è di appena 158 cm, mentre per le donne è di 146 cm). I colori degli occhi predominanti sono scuri e anche i capelli sono quasi sempre scuri.

## Economia
Le occupazioni tradizionali degli Ostiachi sono la pesca, la caccia nella taiga e l'allevamento di renne. Sono abili procacciatori di prede grazie ad efficaci trappole, di cui l'abilità e l'ingegnosità nelle costruzioni sono rinomate oltre che considerate di importanza fondamentale.

## Religione
Gli Ostiachi sono in gran parte cristiani ortodossi; a questa fede si affiancano sciamanesimo e culto della reincarnazione.

## Lingua
La lingua ostiaca o chanty, è una lingua uralica e viene scritta con l'alfabeto cirillico.